# Mortal Kombat 4
Mortal Kombat (MK4) és la quarta entrega de la saga de videojocs Mortal Kombat, va ser llançat per arcade el 1997 de mans de Midway Games. Mortal Kombat 4 va ser el primer joc a adaptar completament les noves tecnologies que utilitzaven els jocs més reeixits d'aquell moment: Tekken i Virtual Fighter. Prèviament a MK4, Midway va fer el seu primer incursió a la lluita 3D amb War Gods, joc que servia com experiment a la nova entrega de MK. Tot i que aquest joc no triomfa, la prova va resultar positiva per Midway i es van disposar a treballar en MK4.
Mortal Kombat 4 disposava d'uns personatges ben modelats, d'escenaris interactius i fins i tot d'un nou model de lluita d'armes. Però, la jugabilitat, malgrat tots els avenços tecnològics que va suposar aquest nou capítol de MK, el joc s'executava igual que els anteriors jocs, el que va fer que el seu temps de vida no fos molt ampli. El joc tenia tres revisions, a la primera revisió, quan els personatges es trobaven a la batalla final combatien en un escenari completament fosc, les seqüències finals eren bidimensionals, en la segona revisió, es va incloure els personatges clàssics d'anteriors jocs, com Jax i Johnny Cage, en cada un dels finals Liu Kang moria en les seqüències, i a la tercera revisió, es posa a Noob Saibot com a personatge ocult i els finals posseïen subtítols.